# Губернатор Калининградской области
Губерна́тор Калинингра́дской о́бласти — высшее должностное лицо Калининградской области Российской Федерации. Возглавляет высший исполнительный орган государственной власти области — правительство Калининградской области.

## История
Начало российского управления на территории Калининградской области относится к временам Семилетней войны 1756-1763 годов, когда территория восточной части Пруссии входила в состав Российской империи. 24 января (4 февраля) 1758 года российская императрица Елизавета подписала Указ о назначении Вилима Фермора генерал-губернатором «покорённых областей королевства Пруссии». За несколько дней до этого, а именно 11 (22) января того же года русские войска во главе с генералом  Фермором вступили в Кенигсберг и уже 13 (24) января жители города присягнули на верность России.
В июле 1762 года должность генерал-губернатора Восточной Пруссии принял Федор Воейков. В это время, по сути, власть в регионе стала постепенно переходить к прусской администрации. Население прусской провинции было освобождено от присяги на верность России. В августе Кенигсберг въехал фельдмаршал Г. Левальдт - немецкий губернатор города. В сентябре 1762 года первые русские отряды стали покидать Кенигсберг. Воейкову оставалось лишь улаживать конфликты, связанные с передачей власти.
С момента образования в 1946 году Калининградской области и до весны 1990 года ведущую роль в её руководстве занимал Калининградский областной комитет ВКП(б)-КПСС. С 1989 года по август 1991 года первым секретарём Калининградского обкома КПСС был Юрий Семёнов.
В марте 1990 года произошло резкое снижение влияния КПСС в связи с отменой статьи 6 Конституции СССР, которая определяла «руководящую и направляющую роль» Коммунистической партии. Российские регионы фактически начали развиваться по модели «парламентской республики». Как результат, первым лицом в регионе стал председатель исполкома регионального совета (пост председателя Калининградского облисполкома на тот момент занимал Юрий Малинкин). Большинство руководителей региональных партийных комитетов стремились избраться на пост председателя регионального совета и совмещать обе должности. Так вышло и в Калининградской области — в апреле 1990 года Семёнова избрали председателем Калининградского областного Совета с совмещением партийной и депутатской должности. Осенью 1990 года власти РСФСР запретили совмещение постов партийного и советского руководителя региона. Чувствуя политическую конъюнктуру, многие первые секретари обкомов КПСС отказались от своих партийных постов и сосредоточились на советской работе. Однако Семёнов продолжал совмещать оба поста до августа 1991 года.
18-21 августа 1991 года, во время августовского путча, руководство Калининградской области не поддержало ГКЧП.
На начальном этапе постсоветской истории предполагалось, что выборность региональных руководителей будет вводиться во всех регионах. В августе 1991 года президент России Борис Ельцин обещал скорейшее проведение выборов. На переходный период, однако, был создан новый институт — назначаемого президентом главы региональной администрации (под администрацией понимается орган региональной исполнительной власти). 21 сентября 1991 года главой администрации Калининградской области указом президента был назначен Юрий Маточкин, бывший ректор Всесоюзного института повышения квалификации руководящих работников и специалистов рыбной промышленности и рыбного хозяйства.

## Порядок избрания и вступления в должность
Порядок наделения полномочиями высшего должностного лица Калининградской области устанавливается федеральным законом и Уставом Калининградской области.
Выборы главы региона проводились в 1996 (избран Леонид Горбенко) и 2000 годах (избран адмирал Егоров) . В 2005 и 2010 годах губернатор был выбран президентом Российской Федерации и утверждён в должности Калининградской областной думой (Георгий Боос и выбранный из трех кандидатур Николай Цуканов).
10 июня 2015 года президент Российской Федерации Владимир Владимирович Путин прекратил полномочия губернатора Калининградской области Николая Цуканова по собственному желанию. 13 сентября 2015 года состоялись выборы губернатора, на которых Цуканов победил, набрав 70,41 % голосов избирателей.
В 2016 году Цуканов сложил с себя обязанности губернатора в связи с переходом на другую работу. Временно исполнял обязанности губернатора начальник областного управления ФСБ Евгений Зиничев, который вскоре отказался от этой должности и перешёл на службу в Центральный аппарат ФСБ России. С сентября 2016 по сентябрь 2017 года обязанности губернатора исполнял исполнявший до этого обязанности председателя правительства области Антон Алиханов .
В 2017 году А. Алиханов был избран губернатором, в 2022 году он был переизбран на второй срок.

## Список губернаторов
| №    | Имя, Отчество, Фамилия          | Фотография       | Период руководства | Период руководства | Партийность               |
| №    | Имя, Отчество, Фамилия          | Фотография       | Начало             | Конец              | Партийность               |
| ---- | ------------------------------- | ---------------- | ------------------ | ------------------ | ------------------------- |
| 1    | Юрий Семёнович Маточкин         |                  | 25 сентября 1991   | 20 октября 1996    | Наш дом — Россия          |
| 2    | Леонид Петрович Горбенко        |                  | 20 октября 1996    | 8 декабря 2000     | Наш дом — Россия Единство |
| 3    | Владимир Григорьевич Егоров     |                  | 8 декабря 2000     | 28 сентября 2005   | Единая Россия             |
| 4    | Георгий Валентинович Боос       |                  | 28 сентября 2005   | 27 сентября 2010   | Единая Россия             |
| 5    | Николай Николаевич Цуканов      |                  | 28 сентября 2010   | 28 июля 2016       | Единая Россия             |
| врио | Евгений Николаевич Зиничев      |                  | 28 июля            | 6 октября 2016     | беспартийный              |
| врио | Антон Андреевич Алиханов        |                  | 6 октября 2016     | 9 сентября 2017    | Единая Россия             |
| 6    | Антон Андреевич Алиханов        | 29 сентября 2017 | 14 мая 2024        |                    | Единая Россия             |
| врио | Сергей Владимирович Елисеев     |                  | 11 мая             | 15 мая 2024        | беспартийный              |
| врио | Алексей Сергеевич Беспрозванных |                  | 15 мая             | 20 сентября 2024   | Единая Россия             |
| 7    | Алексей Сергеевич Беспрозванных | 20 сентября 2024 | н. в.              |                    | Единая Россия             |